# Brasílio Taborda
Brasílio Taborda Ribas  (Curitiba, 20 de maio de 1877  — Rio de Janeiro, 2 de agosto de 1973) foi um general-de-divisão do Exército Brasileiro e comandante no Exército Constitucionalista na Revolução de 1932.

## Biografia
Brasílio Taborda Ribas nasceu na cidade Curitiba, Estado do Paraná, em 20 de maio de 1877, filho de Manuel Paulino da Silva Taborda Ribas e Gumercinda Taborda Ribas. Teve uma irmã, Baldina Brazileira Taborda Ribas, falecida em 1893 aos 14 anos.
Em 26 de novembro de 1894 assentou praça no Exército Brasileiro, inicialmente classificado no 2º Esquadrão do 13º Regimento de Cavalaria. Em fevereiro de 1895 passou sucessivamente a anspeçada, cabo de esquadra e a furriel. Em março daquele ano foi enfim promovido a segundo-sargento. Ainda em 1895 obteve licença para se matricular na Escola Militar do Rio Grande do Sul, em Porto Alegre, efetuada em 25 de maio de 1896. Em maio daquele ano foi matriculado na 1ª Cia da Escola Militar, onde permaneceu até março de 1897, quando então obteve transferência para a Escola Militar do Ceará. Nessa instituição, em setembro daquele ano, esteve implicado em um movimento rebelde e por conta disso sofreu punições disciplinares. Ainda naquele mês foi incluído no 4º Batalhão de Artilharia e transferido para o Estado do Pará, onde foi inspecionado pela junta médica militar da unidade que, por decisão do comandante do 1º Distrito, excluiu o segundo-sargento do Exército Brasileiro, com baixa de serviço datada de 2 de setembro de 1897, sob alegação de incapacidade física. Obteve anistia por meio do decreto nº 533 de 7 de dezembro de 1898, o que lhe deu o direito a se reincorporar ao Exército. Em 3 de abril de 1899 foi enfim revertido ao serviço ativo.
Em 1901, após aprovação em exames regulares, prosseguiu seus estudos na então Escola Militar do Brazil, no Rio de Janeiro, então Distrito Federal. Em 1º de março passou a alferes-aluno. Nessa instituição tornou-se redator-chefe da Revista Acadêmica Militar, tendo concluído o curso de Estado-Maior e Engenharia militar em 1904, com bacharelado em ciências físicas e matemáticas. Na sequência, iniciou estágio no Hospital Central do Exército e, mais tarde, classificado no 1º Regimento de Artilharia.
Em 10 de janeiro de 1907 foi promovido a 2º tenente.
Em 25 de novembro de 1909 foi promovido ao posto de 1º tenente, por antiguidade.
Em fevereiro de 1912 ficou adido ao quartel-general de inspeção permanente da 9ª Região Militar. Em março daquele ano foi nomeado professor de aritmética e geografia do Colégio Militar de Porto Alegre.
Amigo próximo de Bertoldo Klinger, participou junto deste e de outros oficiais na fundação e organização da revista militar "Defesa Nacional", lançada em outubro de 1913, periódico que defendia reformas e modernização do Exército Brasileiro.
Em julho de 1917 foi transferido para o 7º Regimento de Artilharia Montada (7º RAM). Em outubro daquele ano foi promovido a capitão e ficou adido ao Estado-Maior do Regimento. Permaneceu na unidade até março de 1921, quando foi transferido para a segunda classe do Exército, para fins de tratamento de saúde. Em dezembro daquele ano, reverteu à primeira classe.
Em janeiro de 1923 foi designado instrutor de armas da artilharia da Escola de Aperfeiçoamento de Oficiais, no Rio de Janeiro. Em abril daquele ano foi promovido a major e no mês seguinte foi posto à disposição do comando da 1ª Região Militar, respectiva ao Distrito Federal, onde exerceu a função de auxiliar de instrução dos oficiais de artilharia. Em setembro, ainda naquele ano, foi designado adjunto do chefe de Serviço de Arbitragem.
Com a eclosão da Revolução de 1924 atuou como Chefe do Estado-Maior da Brigada comandada pelo coronel João Gomes Ribeiro Filho que atuou na repressão aos revoltosos. Também chegou a participar da defesa da cidade de Niterói durante o levante do encouraçado São Paulo.
Em março de 1926 o major ficou adido à 1ª Brigada de Artilharia. Naquele ano, por conta de sua candidatura para deputado estadual do Rio de Janeiro, esteve em disponibilidade de dezembro de 1926 a maio de 1927, quando se apresentou novamente ao serviço ativo.
Em agosto de 1927 assumiu como membro de um Conselho de Justiça. Em outubro daquele ano foi promovido a tenente-coronel e no mês de dezembro foi designado para comandar o 5º Regimento de Artilharia Montada (5º RAM), em Santa Maria, no Rio Grande do Sul.
Na ocasião da Revolução de Outubro de 1930 foi designado adido ao Departamento de Guerra. No ano seguinte, foi nomeado chefe da 9ª Circunscrição de Recrutamento, no Paraná.
Ainda em 1931 foi promovido a coronel e ficou adido ao Estado-Maior do Exército (EME). E foi nessa função, já em 1932, que conspirou em favor do Movimento Constitucionalista que se iniciava em São Paulo.
Com a deflagração precoce da Revolução Constitucionalista, na noite de 9 de julho de 1932, encontrava-se no Rio de Janeiro onde na ocasião estava a realizar atividades preparatórias para o levante naquele estado. Com o cerco governista contra os líderes do levante na capital federal, teve que fugir e empreender viagem clandestina por via marítima para chegar a São Paulo para se incorporar aos revoltosos, por volta da segunda semana do conflito. Posteriormente foi considerado desertor e reformado administrativamente pelo Exército Federal, já no mês seguinte. Nos primeiros dias em São Paulo comandou as unidades posicionadas em Santos. Porém, com a queda de Itararé e recuo das tropas para Buri, foi nomeado pelo comandante supremo do Exército Constitucionalista, o general Bertoldo Klinger, para comandar a denominada "Frente Sul" de combate, a qual contemplava toda a extensão de fronteira entre São Paulo com o Paraná e o então Estado do Mato Grosso. Naquele front de combate, coordenado com o general Bertoldo Klinger, Taborda empregou estratégias defensivas baseadas na doutrina alemã, esta que em muito forjou as suas concepções militares ao longo da carreira.
Até o fim oficial do conflito, em 2 de outubro de 1932, Taborda obteve relativo sucesso com o seu plano de defesa, uma vez que as tropas comandadas pelo general Valdomiro Lima da terceira semana do conflito até a data da rendição oficial dos paulistas (num total de aproximadamente 70 dias) conseguiram avançar apenas 20 km além da cidade de Buri. Até a retirada geral das tropas de Taborda, na madrugada de 3 de outubro, os paulistas ainda mantinham toda a extensão do Rio Paranapanema em seu poder, onde as trincheiras estavam posicionadas na margem leste. Somando-se estas linhas com as guarnições posicionadas a noroeste e a sudoeste totalizaram mais de 600 km de extensão de território defendido por um contingente de 5 mil homens. Conforme a conclusão do próprio comandante do Exército Constitucionalista do Setor Sul logo após o conflito:
(...) 15.000 homens de tropas regulares e irregulares aguerridas nas coxilhas dos pampas, prodigamente dotadas de artilharia e armas automáticas, com quadros adextrados, bem commandados, esforçaram-se em vão por esmagar um effectivo oscilante entre três a cinco mil homens de tropas recrutas, com quadros improvisados, com reduzido numero de armas automáticas, quase sem artilharia, com escassez dolorosa de munição de infantaria, e auxilio intermitente de uma heroica mas pequena aviação que era forçada a attender a todos os sectores. (...) Mau grado a sua convicção apregoada aos ventos de todos os quadrantes, pelos rádios do Rio e de Buenos Ayres, de que dentro de quatro dias entraria em Itapetininga, teve de luctar quase 70 dias para se apossar apenas da faixa de terreno entre a linha Bury-Guapiára e o ‘talweg’ do Paranapanema, ainda a uma meia centena de kilometros, em media de Itapetininga, e isso mesmo a custa de pesadíssimas baixas em mortos e feridos!!— cel. Brasílio Taborda, 18 de outubro de 1932.
Em 29 de setembro de 1932 entregou o comando geral do setor sul ao tenente-coronel Milton de Freitas Almeida, uma vez que foi designado pelo general Klinger, em caráter urgente, para assumir o comando da Polícia de São Paulo em virtude de graves distúrbios nas ruas da capital paulista, iniciados após a fuga de militares governistas que haviam sido presos no curso do conflito. Em 1º de outubro o coronel Taborda conseguiu debelar completamente o princípio de contra-levante, colocando em detenção os responsáveis. Com o encerramento do conflito, firmado entre o general Bertoldo Klinger, o coronel Herculano de Carvalho e Silva e o representante do governo federal, o general Góis Monteiro, o coronel Brasílio Taborda fez apelo para a resignação e a tranquilidade da população paulista. Em 3 de outubro, publicou a famosa nota nos jornais paulistanos, denominada "Proclamação do coronel Taborda á mocidade paulista":

Em face do actual movimento sinto-me no dever de dirigir á heroica mocidade paulista um leal e carinhoso appello para que se conserve em attitude pacífica, concorrendo deste modo para a manutenção da ordem nesta capital e em todo o território do Estado.
Luctadores heroicos de pelejas sangrentas, eu vos concito a serdes também heróes na desventura e a terdes em mente que a tranquillidade da  família paulista depende agora do estoicismo com que souberdes curtir os vossos soffrimentos.
Qualquer attitude menos reflectida poderá trazer mais dôr e mais luto, improficuamente, para a família desta terra santa já tão sacrificada na lucta gloriosa que manteve em pról de um ideal sublime.
A semente de ideal lançada no solo patrio não precisa de mais sangue para germinar, frutificar e vencer.
Agora que não é mais possível conseguir esse ideal pela força das armas, com a rapidez desejada, é necessário que poupeis o vosso generoso sangue, e que aguardeis confiantes, com a tranquillidade de consciencia a que tendes direito, a seara magnifica que brotará da semeadura de civismo, com a rega feita pelo sangue dos heróes tombados na peleja.
Meus heroicos commandados de hontem, pelo amor das vossas famílias e pelo amor do nosso estremecido Brasil, eu vos concito a serdes hoje no soffrimento, pela resignação e pela serenidade, tão denodados e tão heroicos quanto fostes hontem no campo de batalha.
Se eu tenho o direito de vos pedir alguma coisa, aqui o faço neste appelo que me é ditado pelo coração e pela experiencia, visando a vossa felicidade, a felicidade da família paulista e da grande família brasileira.— Coronel TABORDA.
Finda a Revolução Constitucionalista em 2 de outubro de 1932, ouviu apelos do coronel Herculano, então interventor militar interino do Estado na transição de governo, a permanecer na Chefatura da Polícia de São Paulo. Contudo, recusou o convite argumentando que não poderia servir à ditadura que há poucos dias havia combatido em armas. Em 3 de outubro deixou o cargo e na sequência se recolheu na residência do amigo Bernardes Filho, situada na rua Dr Veiga Filho na capital paulista, onde ficou escondido e organizando fuga para a Argentina de modo a evitar a prisão. O coronel ficou alguns dias hospedado nessa residência quando então deliberou fugir de São Paulo, com o auxílio de um investigador da polícia paulista que servira sob suas ordens no Setor Sul, conseguindo enfim embarcar na Estação Sorocabana iludindo os guardas. Desembarcou na cidade de Avaré de onde seguiu por automóvel para a fazenda de Júlio Toledo, ficando lá hospedado até 10 de outubro. Na sequência, seguiu com um grupo formado pelo médico Miguel Coutinho, José Whately, tenente Penteado e de um reconhecido pelo apelido "Jacaré", passando pelo Paraná. Dali passaram para o então Estado do Mato Grosso, onde foram auxiliados pelos parentes do governador de Maracajú deposto Vespasiano Martins, essa família era conhecida no Estado pela alcunha "Gato Preto". De fazenda em fazenda o grupo conseguiu atingir o Paraguai, mas dado a falta de caminhos retrocederam ao território brasileiro, rumo à Ponta Porã, e depois desceram o Rio Paraguai em direção à Assunção e, finalmente, o grupo chegou em Buenos Aires onde conseguiram asilo político. O coronel Taborda residiu na cidade por um ano e quatro meses. Lá tentou junto a Euclides Figueiredo e outros líderes daquele conflito, reorganizar os revoltosos e articular nova revolta contra Getúlio Vargas, chefe do então Governo Provisório Federal, porém, o plano não se concretizou. Retornou ao Brasil em fevereiro de 1934, graças a uma autorização especial. Em maio daquele ano, obteve anistia por meio de decreto do ditador Getúlio Vargas e reassumiu ao serviço ativo do Exército Brasileiro no mês de agosto. Algumas semanas depois assumiu como adido ao Serviço de Pessoal do Exército.
No ano seguinte, foi nomeado comandante da Escola Técnica do Exército, no Rio de Janeiro, posteriormente denominado Instituto Militar de Engenharia (IME). Concluiu o curso de informações para generais e coronéis naquele ano, e assumiu como juiz do Conselho Militar da 1ª Auditoria da 1ª Região Militar.
Em maio de 1937, foi promovido a general-de-brigada e na sequência nomeado comandante da 8ª Região Militar, sediado em Belém, no Pará, acumulando o comando da 8ª Divisão de Infantaria.  Exerceu o posto até julho de 1939, quando passou para a reserva com a patente de general-de-divisão.
Faleceu na cidade do Rio de Janeiro, em 2 de agosto de 1973. Era casado com Albertina Lima Taborda, com quem teve um filho.

## Homenagens
Pelo país há alguns logradouros nomeados em memória ao General Taborda. Na cidade de São Paulo há a Rua General Brasílio Taborda, no Butantã, assim denominada por meio do decreto municipal nº 11.314 de 13 de setembro de 1974 do Prefeito Miguel Colasuonno. Em Cachoeiras de Macacu, no Rio de Janeiro, existe a rua General Basílio Taborda.